# Họ Cá chình giun
Moringuidae là một họ nhỏ trong bộ Anguilliformes thường được gọi là cá chình giun hay cá chình mì ống (tên này dịch từ tên tiếng Anh spaghetti eels).
Chúng thường được tìm thấy ở vùng biển nhiệt đới nông trên toàn thế giới. Chúng bao có chiều dài từ 15 đến 140 cm (5,9-55 inch), cơ quan hình trụ rất hẹp, dẫn đến tên chung của chúng.
Họ này có 15 loài trong 2 chi (12 loài thuộc chi Moringua và 3 loài thuộc chi Neoconger).